# Estación Corinto
Corinto es una estación de ferrocarril que se ubica en la comuna chilena de Pencahue en la Región del Maule. Esta estación es detención del ramal Talca-Constitución, de trocha métrica (1000 m). El servicio de pasajeros, actualmente Tren Talca-Constitución, a principios de la década de 1990 corría con automotores Schindler. Posteriormente se han ocupado automotores Ferrostaal, hasta la fecha de hoy. Los busescarril Ferrostaal generalmente llevan una composición de un coche motor (ADIt) y un remolque (AIt).

## Historia
La estación fue inaugurada el 13 de agosto de 1892, formando parte del primer tramo inaugurado del ramal, desde Talca hasta Curtiduría. El sector originalmente era conocida como «Pocoa», sin embargo posteriormente fue conocido como Corinto debido a la presencia en la zona de un empresario originario de dicha zona de Grecia y que montó un molino con el mismo nombre alrededor de 1917.
La estación que existe en el lugar, construida con una fachada continua de madera más un zócalo de piedra y con dos corredores en su exterior, resultó con daños producto de una inundación ocurrida en 1986 y el terremoto de 2010. Posee dos vías, de las cuales actualmente solo se utiliza una.
En las cercanías de la estación se encuentra un santuario donde cada 8 de diciembre se realiza la fiesta religiosa de la Inmaculada Concepción en honor a la Virgen Purísima.

## Servicios actuales
- Tren Talca-Constitución